# Centrolene ballux
Centrolene ballux és una espècie de granota que viu a Colòmbia i a l'Equador.
Està amenaçada d'extinció per la pèrdua del seu hàbitat natural.